# سعيد بتيجة
سعيد بتيجة (20 أغسطس 1966 -)، ممثل إماراتي مثل في العديد من المسلسلات الكوميدية مع جابر نغموش وغيره من الممثلين المبدعين.

## أعماله

### في التلفزيون
| سنة الإنتاج | اسم المسلسل                 | الشخصية        |
| ----------- | --------------------------- | -------------- |
| 2005        | حاير طاير - الجزء الرابع    | ضيف شرف        |
| 2008        | ريح الشمال                  | مسعود          |
| 2008        | حظ يا نصيب                  |                |
| 2009        | عجيب غريب - الجزء الاول     |                |
| 2010        | عجيب غريب - الجزء الثاني    |                |
| 2010        | ريح الشمال - الجزء الثاني   |                |
| 2010        | أحلام سعيد                  |                |
| 2011        | الغني و البخيل              |                |
| 2012        | ريح الشمال - الجزء الثالث   |                |
| 2013        | وديمة وحليمة - الجزء الاول  | ضيف شرف        |
| 2013        | القياضة - الجزء الاول       | البيدار        |
| 2014        | وديمة وحليمة - الجزء الثاني |                |
| 2014        | واتس أب اكاديمي             | مالوه          |
| 2015        | صالح النية                  | صالح           |
| 2015        | زمن الطيبين                 |                |
| 2016        | الحرب العائلية الاولى       |                |
| 2017        | على قد الحال                | جابر - ضيف شرف |
| 2020        | مفتاح القفل                 | سليمان         |

### في المسرح
| سنة الإنتاج | اسم المسرحية   | الشخصية |
| ----------- | -------------- | ------- |
| 2011        | غريب زنقة زنقة |         |

### في السينما
| سنة الإنتاج | اسم الفلم   | الشخصية |
| ----------- | ----------- | ------- |
| 2004        | جمعة والبحر | الماس   |

## روابط خارجية
- سعيد بتيجة على موقع قاعدة بيانات الأفلام العربية